# Campeonato Mineiro de Voleibol Masculino

|-
 

 

 

 

 

 

 

 

 

 

 

 

 

 

 

 

 

 

 

 

 

 

 

 

 

 

 

 

 

 

 

 

 

 

 

 

 

 

 

 

 

 

 

 

 

 

 

 

 

 

 

 

 

 

 

 

 

 

 

 

 

 

 

 

 

 

 

 

 

 

 

 

 

 

 

 

 

 

 

 

 

 

 

 

 

 

 

 

 

 

 

 

 

 

 

 

 

 

 

 

 

 

 

 

 

 

 

 

 

 

 

 

 

 

 

 

 

 

 

 

 

 

 

 

 

 

 

 

 

 

 

 

 

 

 

 

 

 

 

 

 

 

 

 

 

 

 

 

 

 

 

 

 

 

 

 

 

 

 

 

 

 

 

 

 

 

 

 

 

 

 

 

 

 

 

 

 

 

 

 

 

 

 

 

 

 

 

 

 

 

 

 

 

 

 

 

 

 

 

 

 

 

 

 

 

 

 

 

 

 

 

 

 

 

 

 

 

 

 

 

 

 

 

 

 

 

 

 

 

 

 

 

 

 

 

 

 

 

 

 

 

 

 

 

 

 

 

 

 

 

 

 

 

 

 

 

 

 

 

 

 

 

 

 

 

 

 

 

 

 

 

 

 

 

 

 

 

 

 

 

 

 

 

 

 

 

 

 

 

 

 

 

 

 

 

 

 

 

 

 

 

 

 

 

 

 

 

 

 

 

 

 

 

 

 

 

 

 

 

 

 

 

 

 

 

 

 

 

 

 

 

 

 

 

 

 

 

 

 

 

 

 

 

 

 

 

 

 

 

 

 

 

 

 

 

 

 

 

 

 

 

 

 

 

 

 

 

 

 

 

 

 

 

 

 

 

 

 

 

 

 

 

 

 

 

 

 

 

 

 

 

 

 

 

 

 

 

 

 

 

 

 

 

 

 

 

 

 

 

 

 

 

 

 

 

 

 

 

 

 

 

 

 

 

 

 

 

 

 

 

 

 

 

 

 

 

 
O Campeonato Mineiro de Voleibol é uma competição de voleibol disputada por clubes do Estado de Minas Gerais. O primeiro campeonato aconteceu em 1934 e vem sendo disputado anualmente, com algumas interrupções. O torneio foi inicialmente organizado pela Associação Mineira de Esportes Gerais (AMEG). A Federação Mineira de Vôlei (FMV) foi fundada em 1942 e desde então chancela a competição.
O formato e número de participantes tem variado ao longo dos anos, e em algumas ocasiões times de outros estados disputaram a competição. Em 2019 seis equipes disputaram o título no qual o Sada Cruzeiro conquista o décimo primeiro título. O maior campeão é o Minas Tênis Clube, com 20 conquistas.

## Resultados
| Ano           | Campeão                 | Vice-campeão      | Terceiro Lugar                    |
| 1934 Detalhes | Clube Marcos Lisboa     | ASA               | Desconhecido                      |
| 1935          | Não houve disputa       | Não houve disputa | Não houve disputa                 |
| 1936 Detalhes | ASA                     | Desconhecido      | Desconhecido                      |
| 1937 Detalhes | Glória E. C.            | Desconhecido      | Desconhecido                      |
| 1938 Detalhes | Glória E. C.            | Desconhecido      | Desconhecido                      |
| 1939 Detalhes | S. C. Paysandú          | Desconhecido      | Desconhecido                      |
| 1940 a 1942   | Não houve disputa       | Não houve disputa | Não houve disputa                 |
| 1943 Detalhes | Atlético-MG             | Desconhecido      | Desconhecido                      |
| 1944 Detalhes | Atlético-MG             | Desconhecido      | Desconhecido                      |
| 1945 Detalhes | Olympico                | Desconhecido      | Desconhecido                      |
| 1946 a 1947   | Não houve disputa       | Não houve disputa | Não houve disputa                 |
| 1948 Detalhes | Atlético-MG             | Desconhecido      | Desconhecido                      |
| 1949 Detalhes | Atlético-MG             | Desconhecido      | Desconhecido                      |
| 1950 Detalhes | Atlético-MG             | Desconhecido      | Desconhecido                      |
| 1951 Detalhes | Atlético-MG             | Desconhecido      | Desconhecido                      |
| 1952 Detalhes | Atlético-MG             | Desconhecido      | Desconhecido                      |
| 1953 Detalhes | Atlético-MG             | Olympico          | Desconhecido                      |
| 1954 a 1969   | Não houve disputa       | Não houve disputa | Não houve disputa                 |
| 1970 Detalhes | Minas T. C.             | Desconhecido      | Desconhecido                      |
| 1971 Detalhes | Minas T.C.              | Desconhecido      | Desconhecido                      |
| 1972 Detalhes | Minas T. C.             | Desconhecido      | Desconhecido                      |
| 1973 Detalhes | Minas T. C.             | Desconhecido      | Desconhecido                      |
| 1974 Detalhes | Sport Club Juiz de Fora | Desconhecido      | Desconhecido                      |
| 1976 Detalhes | Minas T.C.              | Desconhecido      | Desconhecido                      |
| 1977 Detalhes | Minas T.C.              | Desconhecido      | Desconhecido                      |
| 1978 Detalhes | Minas T.C.              | Desconhecido      | Desconhecido                      |
| 1979 Detalhes | Minas T.C.              | Desconhecido      | Desconhecido                      |
| 1980 Detalhes | Atlético-MG             | Desconhecido      | Desconhecido                      |
| 1981 Detalhes | Atlético-MG             | Desconhecido      | Desconhecido                      |
| 1982 Detalhes | Atlético-MG             | Desconhecido      | Desconhecido                      |
| 1983 Detalhes | Atlético-MG             | Desconhecido      | Desconhecido                      |
| 1984 Detalhes | Minas T.C.              | Desconhecido      | Desconhecido                      |
| 1985 Detalhes | Minas T.C.              | Desconhecido      | Desconhecido                      |
| 1986 a 1997   | Não houve disputa       | Não houve disputa | Não houve disputa                 |
| 1998 Detalhes | Try On/MRV/Minas        | Desconhecido      | Desconhecido                      |
| 1999 Detalhes | Minas T.C.              | Desconhecido      | Desconhecido                      |
| 2000 Detalhes | Minas T.C.              | Desconhecido      | Desconhecido                      |
| 2001 Detalhes | Telemig Celular/Minas   | Desconhecido      | Desconhecido                      |
| 2002 Detalhes | Telemig Celular/Minas   | Desconhecido      | Desconhecido                      |
| 2003 Detalhes | Telemig Celular/Minas   | Desconhecido      | Desconhecido                      |
| 2004 Detalhes | Telemig Celular/Minas   | Desconhecido      | Desconhecido                      |
| 2005 Detalhes | Telemig Celular/Minas   | Desconhecido      | Desconhecido                      |
| 2006 Detalhes | Telemig Celular/Minas   | Sada Betim        | Congonhas/ Academia Gênesis       |
| 2007 Detalhes | Telemig Celular/Minas   | Tigre Unisul      | Sada Betim                        |
| 2008 Detalhes | Sada Betim              | Vivo/Minas        | Café Cajubá/UTC/Politécnica       |
| 2009 Detalhes | Montes Claros           | Vivo/Minas        | Sada Cruzeiro                     |
| 2010 Detalhes | Sada Cruzeiro           | Vivo/Minas        | BMG/Montes Claros                 |
| 2011 Detalhes | Sada Cruzeiro           | Vivo/Minas        | Desconhecido                      |
| 2012 Detalhes | Sada Cruzeiro           | Vivo/Minas        | UFJF                              |
| 2013 Detalhes | Sada Cruzeiro           | Vivo/Minas        | Sertão Minas/Pirapora             |
| 2014 Detalhes | Sada Cruzeiro           | Vivo/Minas        | UFJF                              |
| 2015 Detalhes | Sada Cruzeiro           | Minas TC          | Montes Claros Vôlei               |
| 2016 Detalhes | Sada Cruzeiro           | Minas TC          | Montes Claros Vôlei               |
| 2017 Detalhes | Sada Cruzeiro           | Minas TC          | Montes Claros Vôlei               |
| 2018 Detalhes | Sada Cruzeiro           | Minas TC          | Lavras Vôlei                      |
| 2019 Detalhes | Sada Cruzeiro           | FIAT/Minas TC     | América Vôlei/Montes Claros Vôlei |
| 2020 Detalhes | Sada Cruzeiro           | FIAT/Minas TC     | Academia do Vôlei Uberlândia      |
| 2021 Detalhes | Sada Cruzeiro           | FIAT/Minas TC     | América Vôlei/Montes Claros Vôlei |
| 2022 Detalhes | Sada Cruzeiro           | Itambé/Minas      | Olympico/Blumenau                 |
| 2023 Detalhes | Sada Cruzeiro           | Itambé/Minas      | Araguari Vôlei                    |
| 2024 Detalhes | Sada Cruzeiro           | Itambé/Minas      | Praia Clube                       |

## Títulos por clube
| Equipe                       | Campeão | Vice-campeão | Terceiro lugar |
| ---------------------------- | ------- | ------------ | -------------- |
| Minas Tênis Clube            | 20      | 17           | 0              |
| Sada Cruzeiro                | 16      | 1            | 2              |
| Atlético-MG                  | 12      | 1            | 0              |
| E.C.Payssandu                | 4       | 0            | 0              |
| Glória E.C.                  | 2       | 0            | 0              |
| Montes Claros                | 1       | 0            | 6              |
| Clube Marcos Lisboa          | 1       | 0            | 0              |
| ASA                          | 1       | 1            | 0              |
| Olympico                     | 1       | 1            | 0              |
| Sport Club                   | 1       | 0            | 0              |
| Tigre Unisul                 | 0       | 1            | 0              |
| Congonhas/ Academia Gênesis  | 0       | 0            | 1              |
| Café Cajubá/UTC/Politécnica  | 0       | 0            | 1              |
| UFJF                         | 0       | 0            | 2              |
| Academia do Vôlei Uberlândia | 0       | 0            | 1              |
| Lavras Vôlei                 | 0       | 0            | 1              |
| Sertão Minas/Pirapora        | 0       | 0            | 1              |
| Araguari Vôlei               | 0       | 0            | 1              |
| Praia Clube                  | 0       | 0            | 1              |